# Bejuco

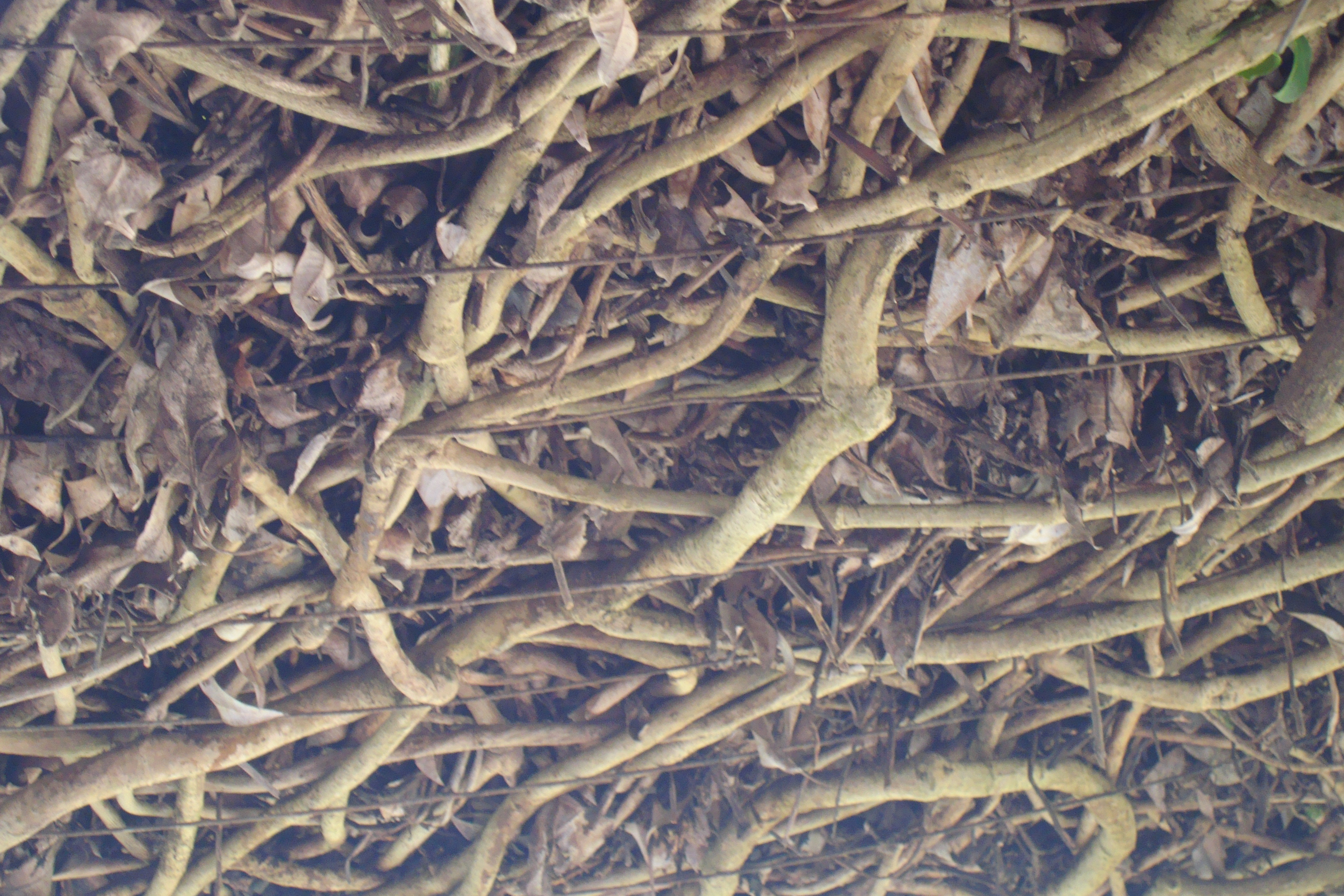
Bejuco (Mikania glomerata)

Bejuco —de origen Caribe— hace referencia a las plantas de guía de la región, en general trepadoras y sarmentosas. Al ser una voz regional, el término se aplica a las plantas que conocen en la región, y por eso es difícil de generalizar a otras plantas de guía que no tienen una morfología o estilo de vida similar a las de la región en la que el vocablo se utiliza. 
El Diccionario de Botánica de Pio Font Quer (1982; véase también el glosario de Flora Mesoamericana del Jardín botánico de Misuri) lo define así: 

Planta trepadora, voluble o no, de tallos largos, que suben hasta las copas de los árboles en las selvas, en busca de luz, y donde se desarrollan sus hojas y flores, dejándose caer colgantes a veces.

En términos botánicos, son bejucos las plantas guiadoras trepadoras, tanto volubles como no volubles, tanto herbáceas como lianas.
Algunos nombres vernáculos que incluyen la voz «bejuco» son, entre otros:
- los bejucos de agua (género Vitis)
- el bejuco legítimo (Bignonia unguis-cati)
- el bejuco loco (Cissus sicyoides)
- el bejuco colorado (Serjania lucida)
- el guaco (3 especies con efectos curativos: Mikania glomerata, Mikania guaco y Mikania laevigata)
- el bejuco picador (Gurania makoyana)
- el bejuco de baba (Psiguria triphylla;[4] Venezuela).

En República Dominicana, se emplea indistintamente “bohuco” o “bejuco”.
A una masa de bejucos se le denomina bejuquero.